# Дубов, Владимир Матвеевич
Владимир Матвеевич Дубов (р. 7 февраля 1958 года) — банкир
, депутат Государственной думы третьего созыва.

## Биография
В 1979 году окончил химфак МГУ. В 1979—1989 годах — сотрудник Института высоких температур АН СССР.
Работал заместителем председателя правления ЗАО «Роспром», вице-президентом банка МЕНАТЕП.
На время избрания в Государственную Думу был заместителем председателя правления ЗАО «ЮКОС-Москва». Был избран депутатом по федеральному списку избирательного блока «Отечество - Вся Россия», был членом Комитета по бюджету и налогам, членом Комиссии по рассмотрению правовых вопросов пользования недрами на условиях раздела продукции. В ноябре 2001 года был введён в состав коллегии Министерства РФ по налогам и сборам.
Во время избирательной кампании по выборам Государственной Думы 4 созыва в 2003 году был включён в избирательный список партии «Единая Россия», однако вычеркнут из него после ареста Михаила Ходорковского. Узнав о проведении обыска в своем офисе, осенью 2003 года бежал в Израиль.
В Израиле участвовал в нескольких инвестпроектах вместе с бывшими партнерами по ЮКОСу — Леонидом Невзлиным и Михаилом Брудно. В частности, стал совладельцем химического холдинга Israel Petrochemical Enterprises.
В 2012 году Замоскворецким судом Москвы был признан виновным в хищении 76 миллиардов рублей из российского бюджета и заочно приговорен к восьми годам лишения свободы с отбытием наказания в колонии общего режима.